# Giải Premier Reserve League
Giải bóng đá Premier Reserve League (chính thức được gọi là Barclays Premier Reserve League) là giải đấu hàng đầu cho bóng đá Anh tại Premier League. Giải đấu được chia thành một bộ phận miền bắc và một bộ phận phía Nam.
Giải đấu bắt đầu vào năm 1999, thay thế Giải Central League ở phía bắc và Sự kết hợp giữa bóng đá ở phía nam Football Combination, là giải đấu cấp cao nhất của đội bóng đá dự bị của các đội bóng ở nước Anh.
Từ mùa giải 2012-13 trở đi, giải đấu này được đổi tên thành giải đấu Professional Development League 1.

## Những nhà vô địch
| Mùa giải  | Quán quân Miền Bắc         | Quán quân Miền Nam         | Đội vô địch Play-off       |
| --------- | -------------------------- | -------------------------- | -------------------------- |
| 1999–2000 | Liverpool Reserves         | Derby County Reserves      | –                          |
| 2000–01   | Everton Reserves           | Derby County Reserves      | –                          |
| 2001–02   | Manchester United Reserves | Ipswich Town Reserves      | –                          |
| 2002–03   | Sunderland Reserves        | Watford Reserves           | –                          |
| 2003–04   | Aston Villa Reserves       | Charlton Athletic Reserves | –                          |
| 2004–05   | Manchester United Reserves | Charlton Athletic Reserves | Manchester United Reserves |
| 2005–06   | Manchester United Reserves | Tottenham Hotspur Reserves | Manchester United Reserves |
| 2006–07   | Bolton Wanderers Reserves  | Reading Reserves           | Reading Reserves           |
| 2007–08   | Liverpool Reserves         | Aston Villa Reserves       | Liverpool Reserves         |
| 2008–09   | Sunderland Reserves        | Aston Villa Reserves       | Aston Villa Reserves       |
| 2009–10   | Manchester United Reserves | Aston Villa Reserves       | Manchester United Reserves |
| 2010–11   | Blackburn Rovers Reserves  | Chelsea Reserves           | Chelsea Reserves           |
| 2011–12   | Manchester United Reserves | Aston Villa Reserves       | Manchester United Reserves |

Từ 2004-05 trở đi, Liên đoàn tổ chức trận play-off đầu tiên giữa các nhà vô địch của hai Miền. Quán quân Miền Bắc Manchester United đánh bại Quán quân Miền Nam Charlton Athletic 4-2 tại The Valley.

### Danh sách các đội bóng vô địch
| Đội bóng                   | Khu vực titles | Quốc gia titles |
| -------------------------- | -------------- | --------------- |
| Manchester United Reserves | 5              | 4               |
| Aston Villa Reserves       | 5              | 1               |
| Liverpool Reserves         | 2              | 1               |
| Chelsea Reserves           | 1              | 1               |
| Reading Reserves           | 1              | 1               |
| Sunderland Reserves        | 2              | 0               |
| Derby County Reserves      | 2              | 0               |
| Charlton Athletic Reserves | 2              | 0               |
| Blackburn Rovers Reserves  | 1              | 0               |
| Tottenham Hotspur Reserves | 1              | 0               |
| Bolton Wanderers Reserves  | 1              | 0               |
| Everton Reserves           | 1              | 0               |
| Ipswich Town Reserves      | 1              | 0               |
| Watford Reserves           | 1              | 0               |